# DFB-Pokal 2011/12 (Frauen)
Der DFB-Pokal der Frauen wurde in der Saison 2011/12 zum 32. Male ausgespielt. Das Endspiel am 12. Mai 2012 im Kölner Rheinenergiestadion gewann erstmals der FC Bayern München durch einen 2:0-Sieg über den Titelverteidiger 1. FFC Frankfurt.

## Teilnehmende Mannschaften
Automatisch qualifiziert sind die Mannschaften der 1. und 2. Bundesliga der abgelaufenen Spielzeit. Dazu kommen die Aufsteiger in die 2. Bundesliga und die Sieger der 21 Landespokalwettbewerbe. Zweite Mannschaften sind grundsätzlich nicht teilnahmeberechtigt. Gewinnt eine zweite Mannschaft, deren 1. Mannschaft bereits für den DFB-Pokal qualifiziert ist, oder ein Aufsteiger in die 2. Bundesliga den Landespokal, so rückt der jeweils unterlegene Finalist in den DFB-Pokal nach.
| BUNDESLIGA die 12 Vereine der Saison 2010/11 | 2. BUNDESLIGA 19 der 24 Vereine der Saison 2010/11 1 | REGIONALLIGA 3 der 5 Zweitligaaufsteiger der Saison 2010/11 2 |
| 1. FFC Turbine Potsdam 1. FFC Frankfurt (TV) FCR 2001 Duisburg Hamburger SV FC Bayern München SC 07 Bad Neuenahr VfL Wolfsburg Bayer 04 Leverkusen SG Essen-Schönebeck FF USV Jena 1. FC Saarbrücken Herforder SV                                                         | - Nord: 1. FC Lokomotive Leipzig 1. FC Lübars Werder Bremen SV Meppen FFC Oldesloe 2000 FSV Gütersloh 2009 Magdeburger FFC BV Cloppenburg Tennis Borussia Berlin Holstein Kiel - Süd: SC Freiburg 1. FC Köln TSG 1899 Hoffenheim TSV Crailsheim VfL Sindelfingen 1. FFC 08 Niederkirchen FV Löchgau SC Sand 1. FFC Recklinghausen | Mellendorfer TV Borussia Mönchengladbach ETSV Würzburg |
| Verbandspokale die Landespokalsieger der 21 Landesverbände des DFB | | |
| - Baden TSV Neckarau - Bayern SV 67 Weinberg - Berlin Blau-Weiß Hohen Neuendorf - Brandenburg Blau-Weiß Beelitz - Bremen TS Woltmershausen - Hamburg SV Wilhelmsburg - Hessen TSV Jahn Calden                                                                             | - Mecklenburg-Vorpommern 1. FC Neubrandenburg 04 - Mittelrhein VfL Kommern - Niederrhein GSV Moers 3 - Niedersachsen TSG Burg Gretesch - Rheinland TuS Issel - Saarland SV Bardenbach - Sachsen Heidenauer SV | - Sachsen-Anhalt Hallescher FC - Schleswig-Holstein FC Riepsdorf - Südbaden Hegauer FV - Südwest Rot-Weiß Göcklingen - Thüringen 1. FFV Erfurt - Westfalen VfL Bochum - Württemberg TB Neckarhausen |
| 1 Zweite Mannschaften sind nicht teilnahmeberechtigt. 2 SC 07 Bad Neuenahr II und FF USV Jena II sind nicht teilnahmeberechtigt. 3 Pokalsieger GSV Moers als Finalist qualifiziert, da Borussia Mönchengladbach als Aufsteiger in die 2. Bundesliga bereits qualifiziert. | | |

## 1. Runde
Die Auslosung der ersten Runde fand am 14. Juli 2011 statt. Die Lose wurden von der DFB-U-16-Trainerin Anouschka Bernhard gezogen. Die neun bestplatzierten Mannschaften der vergangenen Bundesligasaison, der 1. FFC Turbine Potsdam, der 1. FFC Frankfurt, der FCR 2001 Duisburg, der Hamburger SV, der FC Bayern München, der SC 07 Bad Neuenahr, der VfL Wolfsburg, Bayer 04 Leverkusen und die SG Essen-Schönebeck erhielten ein Freilos und greifen erst in der zweiten Runde in den Wettbewerb ein.
Dieses Jahr sahen die Zuschauer vier zweistellige Ergebnisse, wobei die BV Cloppenburg den größten Sieg errungen hat – 14:0 gegen TS Woltmershausen. Sieben von den vierzehn Treffern waren von Marie Pollmann erzielt. Auch jetzt gab es Überraschungen. Die derzeitige Zweitligistin Mellendorfer TV verspielte zwei-Tore-Führung und unterlag 2:3 gegen die Berliner Landespokalsiegerinnen aus Blau-Weiß Hohen Neuendorf. Zusätzlich kam auch der Sieg nach Verlängerung von VfL Kommern gegen die 1. FC Köln aus der zweiten Bundesliga.
|                           | Ergebnis             |                          |
| ------------------------- | -------------------- | ------------------------ |
| Blau-Weiß Beelitz         | 1:7 (0:2)            | FFC Oldesloe             |
| TS Woltmershausen         | 0:14 (0:6)           | BV Cloppenburg           |
| TSV Jahn Calden           | 4:1 (2:1)            | 1. FC Neubrandenburg 04  |
| FC Riepsdorf              | 0:1 (0:1)            | Werder Bremen            |
| SV Bardenbach             | 0:6 (0:2)            | SC Freiburg              |
| Heidenauer SV             | 0:13 (0:8)           | Herforder SV             |
| VfL Bochum                | 1:5 (1:4)            | 1. FFC 08 Niederkirchen  |
| TB Neckarhausen           | 0:9 (0:2)            | Borussia Mönchengladbach |
| GSV Moers                 | 0:5 (0:0)            | SC Sand                  |
| 1. FFV Erfurt             | 1:5 (0:3)            | 1. FC Lokomotive Leipzig |
| Tennis Borussia Berlin    | 1:10 (0:4)           | FF USV Jena              |
| TSG Burg Gretesch         | 0:1 (0:0)            | Magdeburger FFC          |
| Blau-Weiß Hohen Neuendorf | 3:2 (0:2)            | Mellendorfer TV          |
| Hallescher FC             | 2:5 (1:1)            | FSV Gütersloh 2009       |
| SV Wilhelmsburg           | 1:11 (0:4)           | 1. FC Lübars             |
| VfL Kommern               | 2:1 n. V. (1:1, 0:1) | 1. FC Köln               |
| 1. FFC Recklinghausen     | 1:3 (0:1)            | ETSV Würzburg            |
| Hegauer FV                | 2:4 (0:3)            | 1. FC Saarbrücken        |
| TuS Issel                 | 0:3 (0:1)            | FV Löchgau               |
| TSV Neckarau              | 0:2 (0:0)            | TSV Crailsheim           |
| Holstein Kiel             | 0:1 (0:1)            | SV Meppen                |
| SV Weinberg               | 0:4 (0:0)            | TSG 1899 Hoffenheim      |
| Rot-Weiß Göcklingen       | 0:3 (0:2)            | VfL Sindelfingen         |

## 2. Runde
Die Auslosung der 2. Runde fand am 18. August 2011 statt. Die Managerin der deutschen Frauen-Nationalmannschaft Doris Fitschen zog die Lose. Die Paarungen fanden am 10. und 11. September 2011 statt. Überraschungen blieben aus. Die Partie zwischen Jahn Calden und Lokomotive Leipzig musste nach 69 Minuten beim Stand von 0:1 wegen eines Gewitters abgebrochen werden und wurde am 17. September nachgeholt.
|                           | Ergebnis             |                          |
| ------------------------- | -------------------- | ------------------------ |
| TSV Jahn Calden           | 0:5 (0:3)            | 1. FC Lokomotive Leipzig |
| Blau-Weiß Hohen Neuendorf | 0:3 (0:1)            | Hamburger SV             |
| Herforder SV              | 4:1 (1:0)            | FFC Oldesloe             |
| 1. FFC Turbine Potsdam    | 5:0 (2:0)            | SG Essen-Schönebeck      |
| FSV Gütersloh 2009        | 4:2 (3:1)            | 1. FC Lübars             |
| FF USV Jena               | 3:2 n. V. (2:2, 1:0) | BV Cloppenburg           |
| Magdeburger FFC           | 0:5 (0:3)            | VfL Wolfsburg            |
| SV Meppen                 | 0:1 n. V.            | Werder Bremen            |
| VfL Kommern               | 0:6 (0:4)            | 1. FFC Frankfurt         |
| SC Sand                   | 0:2 (0:2)            | FCR 2001 Duisburg        |
| TSV Crailsheim            | 4:5 n. V. (4:4, 2:2) | TSG 1899 Hoffenheim      |
| Bayer 04 Leverkusen       | 0:1 (0:1)            | SC 07 Bad Neuenahr       |
| 1. FC Saarbrücken         | 0:1 (0:0)            | FC Bayern München        |
| SC Freiburg               | 6:3 (3:1)            | ETSV Würzburg            |
| 1. FFC 08 Niederkirchen   | 0:1 (0:1)            | FV Löchgau               |
| VfL Sindelfingen          | 8:0 (4:0)            | Borussia Mönchengladbach |

## Achtelfinale
Die Auslosung zum Achtelfinale fand am 17. September 2011 während des EM-Qualifikationsspiels der deutschen Frauen-Nationalmannschaft gegen die Schweiz statt. Gezogen wurden die Lose von der Bundesvorsitzenden von Bündnis 90/Die Grünen und Kuratoriumsmitglied der DFB-Kulturstiftung Claudia Roth. Die Spiele fanden am 29. und 30. Oktober 2011 statt.
|                          | Ergebnis             |                     |
| ------------------------ | -------------------- | ------------------- |
| 1. FC Lokomotive Leipzig | 6:1 (3:1)            | FV Löchgau          |
| FC Bayern München        | 2:0 n. V.            | FF USV Jena         |
| SC 07 Bad Neuenahr       | 3:1 (2:0)            | TSG 1899 Hoffenheim |
| FSV Gütersloh 2009       | 2:1 n. V. (1:1, 1:1) | Werder Bremen       |
| 1. FFC Frankfurt         | 1:0 (0:0)            | VfL Wolfsburg       |
| FCR 2001 Duisburg        | 10:0 (5:0)           | Herforder SV        |
| 1. FFC Turbine Potsdam   | 4:1 (1:0)            | VfL Sindelfingen    |
| Hamburger SV             | 2:0 (0:0)            | SC Freiburg         |

## Viertelfinale
Die Auslosung zum Viertelfinale fand am 13. November 2011 während des Bundesligaspiels zwischen dem 1. FFC Frankfurt und dem 1. FFC Turbine Potsdam statt. Gezogen wurden die Lose von Silke Rottenberg und Doris Fitschen. Die Spiele wurden am 3. und 4. Dezember 2011 ausgetragen.
|                    | Ergebnis              |                          |
| ------------------ | --------------------- | ------------------------ |
| 1. FFC Frankfurt   | 5:1 (3:0)             | 1. FFC Turbine Potsdam   |
| FSV Gütersloh 2009 | 0:7 (0:3)             | FCR 2001 Duisburg        |
| SC 07 Bad Neuenahr | 0:0 n. V. (5:6 i. E.) | FC Bayern München        |
| Hamburger SV       | 3:2 (1:1)             | 1. FC Lokomotive Leipzig |

## Halbfinale
Die Auslosung zum Halbfinale fand am 21. Dezember 2011. Gezogen wurden die Lose von Nationalmannschaftsmanager Oliver Bierhoff, geleitet von der Nationalspielerin Melanie Behringer. Die Spiele werden am 8. und 9. April 2012 ausgetragen.
|                   | Ergebnis                         |                   |
| ----------------- | -------------------------------- | ----------------- |
| 1. FFC Frankfurt  | 2:2 n. V. (1:1, 1:1) (5:4 i. E.) | FCR 2001 Duisburg |
| FC Bayern München | 5:2 (4:1)                        | Hamburger SV      |

## Finale
| 1. FFC Frankfurt                             | 1. FFC Frankfurt | FC Bayern München | FC Bayern München |
| -------------------------------------------- | --- | --- | ----------------- |
| 1. FFC Frankfurt                             | \| 12. Mai 2012 in Köln (RheinEnergieStadion) \| \| Ergebnis: 0:2 (0:0) \| \| Zuschauer: 15.678 \| \| Schiedsrichter: Inka Müller-Schmäh (Potsdam) \| | \| 12. Mai 2012 in Köln (RheinEnergieStadion) \| \| Ergebnis: 0:2 (0:0) \| \| Zuschauer: 15.678 \| \| Schiedsrichter: Inka Müller-Schmäh (Potsdam) \| | FC Bayern München |
| 1. FFC Frankfurt                             | Desirée Schumann – Meike Weber, Saskia Bartusiak, Ria Percival, Gina Lewandowski – Kerstin Garefrekes (70. Silvana Chojnowski), Svenja Huth, Dzsenifer Marozsán, Melanie Behringer – Sandra Smisek, Fatmire Bajramaj (40. Ana Maria Crnogorčević) Cheftrainer: Sven Kahlert | Kathrin Längert – Katharina Baunach, Carina Wenninger, Rebecca Huyleur (89. Ivana Rudelic), Sandra de Pol – Viktoria Schnaderbeck, Vanessa Bürki (85. Clara Schöne), Niki Cross, Laura Feiersinger – Sarah Hagen, Isabell Bachor (61. Lena Lotzen) Cheftrainer: Thomas Wörle | FC Bayern München |
| 1. FFC Frankfurt                             | 0:1 Sarah Hagen (63.) 0:2 Ivana Rudelic (90.) | | FC Bayern München |
| 12. Mai 2012 in Köln (RheinEnergieStadion)   | | |                   |
| Ergebnis: 0:2 (0:0)                          | | |                   |
| Zuschauer: 15.678                            | | |                   |
| Schiedsrichter: Inka Müller-Schmäh (Potsdam) | | |                   |

## Beste Torschützinnen
Nachfolgend sind die besten Torschützen des DFB-Pokals 2011/12 aufgeführt. Die Sortierung erfolgt nach Anzahl ihrer Treffer bzw. bei gleicher Toranzahl alphabetisch.
| Rang | Spielerin            | Verein                   | Tore |
| ---- | -------------------- | ------------------------ | ---- |
| 1    | Alexandra Popp       | FCR 2001 Duisburg        | 10   |
| 2    | Marie Pollmann       | BV Cloppenburg           | 8    |
| 3    | Sylvia Arnold        | FF USV Jena              | 6    |
|      | Kerstin Garefrekes   | 1. FFC Frankfurt         | 6    |
|      | Annabel Jäger        | FSV Gütersloh 2009       | 6    |
| 6    | Anne van Bonn        | 1. FC Lokomotive Leipzig | 5    |
|      | Sarah Hagen          | FC Bayern München        | 5    |
|      | Anna Laue            | Herforder SV             | 5    |
|      | Nicole Loipersberger | VfL Sindelfingen         | 5    |